# استبدال العلم الشمالي الشرقي

علم حكومة بيانغ ذو الألوان الخمسة

علم الحكومة القومية

يشير استبدال العلم الشمالي الشرقي (بالصينية التقليدية: 東北 易幟؛ بالصينية المبسطة: 东北 易帜؛ ببينيين: Dōngběi Yìzhì) إلى إعلان تشانغ شيوليانغ في 29 ديسمبر 1928 أن جميع رايات حكومة بيانغ في منشوريا سيتم استبدالها بعلم الحكومة القومية، وبالتالي سيتم توحيد اسميًا الصين تحت حكومة واحدة.

## الأصل
في أبريل 1928، أعيد شيانج كاي شيك إلى منصب قائد الجيش الوطني الثوري، وهو المنصب الذي استقال منه سابقًا لتحمل مسؤولية تقسيم حزب الكومينتانغ خلال الحملة الشمالية الأولى. لقد شرع في الرحلة الشمالية الثانية وكان يقترب من بكين قرب نهاية مايو. نتيجة لذلك، اضطرت حكومة بيانغ في بكين إلى حل نفسها؛ تخلى تشانغ تسولين عن بكين للعودة إلى منشوريا، واغتيل في حادثة Huanggutun قبل جيش كوانتونغ الياباني. ظلت منشوريا تحت سيطرة زمرة فنغتيان، ومع ذلك، لا تزال ترفع علم حكومة بييانغ. لم يتحقق الهدف النهائي للبعثة الشمالية بالكامل.

## المعالجة

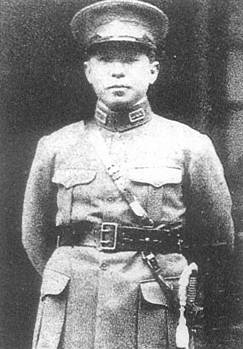
تشانغ شيوليانغ في عام 1928.

مباشرة بعد وفاة زانج زولين، عاد تشانغ شيوليانغ إلى شنيانغ لخلافة والده في المنصب. وفي 1 يوليو أعلن هدنة مع الجيش الوطني الثوري وأعلن أنه لن يتدخل في إعادة التوحيد. كان اليابانيون غير راضين عن هذه الخطوة وطالبوا تشانغ بتنفيذ استقلال منشوريا. لقد رَفض الطلب الياباني وشَرع في عملية التوحيد. وفي 3 يوليو، وصل شيانج كاي شيك إلى بكين والتقى بممثل من زمرة فنغتيان لمناقشة تسوية سلمية. عكست هذه المفاوضات التدافع بين الولايات المتحدة واليابان في مجال نفوذها في الصين لأن الولايات المتحدة دعمت شيانج كاي شيك لتوحيد منشوريا. لكن وتحت ضغط من الولايات المتحدة وبريطانيا، تم عزل اليابان دبلوماسيًا بشأن هذه القضية. وفي 29 ديسمبر، أعلن تشانغ شيوليانغ استبدال جميع الأعلام في منشوريا وقبل اختصاص الحكومة القومية. بعد يومين، عينت الحكومة القومية تشانغ قائدًا للجيش الشمالي الشرقي. تم توحيد الصين بشكل رمزي في هذه المرحلة.

## الحواشي
1. ↑  Republic of China historical annal: 1928 نسخة محفوظة May 11, 2008, على موقع واي باك مشين. under July 1, section A.
2. ↑  "MANCHURIA JOINS NANKING REGIME; Marshal Chang Hsueh-liang Announces Decision to Hoist Nationalist Flag Today. NO RESERVATIONS ARE MADE Move Is Reversal of Policy of Father, Who Fought Advancing Southern Chinese". The New York Times (بالإنجليزية الأمريكية). 29 Dec 1928. ISSN:0362-4331. Archived from the original on 2020-08-18. Retrieved 2019-10-12.